# Carlos Falcó y Fernández de Córdova
Carlos Falcó y Fernández de Córdova (Sevilla, 3 de febrer de 1937 - Madrid, 20 de març de 2020) va ser un aristòcrata i empresari espanyol, 5è marquès de Griñón i 12è marquès de Castel-Moncayo, amb títol de gran d'Espanya.

## Biografia
Nascut el 3 de febrer de 1937 a Sevilla a causa de la guerra, fou el tercer fill del matrimoni format per Manuel Falcó y Escandón (1892-1975), 9è duc de Montellano, 11è marquès de Castel-Moncayo, 7è comte de Villanueva de les Achas, 9è marquès de Pons, gentilhome Gran d'Espanya amb exercici i servitud del rei Alfons XIII i diputat al Congrés per València l'any 1923, amb Hilda Joaquina Fernández de Córdova y Mariátegui, filla dels ducs d'Arión, dama de la reina Victòria Eugènia d'Espanya, 3a comtessa de Santa Isabel, 12a marquesa de Mirabel i 12a comtessa de Berantevilla.
Va cursar els seus estudis d'enginyer agrònom a la Universitat de Lovaina, a Brussel·les.
Va morir el 20 de març de 2020, als 83 anys, a l'Hospital Universitari Fundació Jiménez Díaz de Madrid, on va ser ingressat dos dies abans després de donar positiu en COVID-19.

## Matrimonis i descendència
Es va casar amb la suïssa Jeannine Girod, amb qui va tenir a Manuel i a Xandra Falcó i Girod, 14a marquesa de Mirabel. Després de set anys junt es van divorciar; i Carlos Falcó va contreure matrimoni amb la socialité Isabel Preysler el 1980 a Toledo. D'aquesta unió va néixer Tamara Isabel Falcó Preysler. Novament divorciat l'any 1985, es va casar el 1993 amb Fátima de la Cierva, besneta del duc del Infantado, amb qui va tenir a Duarte i a Aldara Falcó y de la Cierva.
Després del seu tercer i últim divorci, ocorregut el 2011 després de divuit anys de matrimoni amb Fátima de la Cierva, va contreure núpcies el 2017 amb Esther Doña Morales.